# Bolitochara densicollis
Bolitochara densicollis är en skalbaggsart som först beskrevs av Thomas Casey 1906.  Bolitochara densicollis ingår i släktet Bolitochara och familjen kortvingar. Inga underarter finns listade i Catalogue of Life.